# Fenoxyethanol
Fenoxyethanol (2-fenoxyethanol) je aromatická organická sloučenina, glykolether často používaný v dermatologických přípravcích, například pleťových a opalovacích krémech. Je to bezbarvá olejovitá kapalina, mírně rozpustná ve vodě. Má baktericidní účinky (obvykle se používá společně s kvartérními amoniovými sloučeninami), nezřídka se používá místo azidu sodného v biologických stabilizátorech pH (pufrech), protože je méně toxický a nereaguje s mědí a olovem. Používá se také jako fixativ v parfémech, repelentech, povrchových antiseptikách, rozpouštědlech pro acetát celulózy, pro některá barviva, inkousty a pryskyřice, v konzervantech, léčivech a v organické syntéze. Používá se také jako anestetikum v akvaristice pro některé druhy ryb.
Fenoxyethanol je jakožto složka mnoha vakcín na seznamu Centra pro kontrolu nemocí USA.